# Miracles Out of Nowhere (film)
Miracles Out of Nowhere è un film documentario statunitense del 2015, diretto da Charles Randazzo, che narra la storia della rock band Kansas.